# Санта Круз Азинго (Окојукан)
Санта Круз Азинго (шп. Santa Cruz Atzingo) насеље је у Мексику у савезној држави Пуебла у општини Окојукан. Насеље се налази на надморској висини од 2103 м.

## Становништво
Према подацима из 2010. године у насељу су живела 3 становника.

### Хронологија
| Година       | 2000         | 2005         | 2010 |
| ------------ | ------------ | ------------ | ---- |
| Становништво | 34 (17 / 17) | 34 (12 / 22) | 3    |

### Попис
| # | Индикатор                     | Вредност |
| - | ----------------------------- | -------- |
| 1 | Укупно домаћинстава           | 3        |
| 2 | Укупно насељених домаћинстава | 2        |
| 3 | Величина локације             | 1        |